# Solenopsis pusillignis
Solenopsis pusillignis é uma espécie de formiga do gênero Solenopsis, pertencente à subfamília Myrmicinae. O nome científico da espécie foi validamente publicado pela primeira vez em 1991, e ganhou esse nome por ser a menor das espécies de lava-pés, com 2 milímetros ou menos.

## Distribuição
A espécie pertence a região neotropical, e é encontrada somente no Brasil.